# Perctarit
Perctarit také Perthari (645–688/690 Pavia) byl langobardským králem v letech 661 až 662, kdy vládl společně se svým bratrem Godepertem a poté v letech 671/672 až 688, kdy znovu získal trůn langobardského království. Od roku 680 vládl společně se svým synem Cunipertem.

## Životopis
Perctarit byl synem a nástupcem krále Ariperta I. O vládu se dělil s bratrem Godepertem, který byl ariánského vyznání a vládl v Miláně, zatímco Perctarit byl katolický král vládnoucí v Pavii. Když byl Godepert zavražděn při palácovém převratu vedeném Grimoaldem, vévodou z Beneventa, Perctarit uprchnul ze země, aby ho nepotkal stejný osud. Útočiště nejprve našel u kagana Avarů a poté u Franků. Jeho manželku Rodelindu či Rosalindu a jeho nejstaršího syna Cuniperta však Grimoald stihl zajmout a poslat do vyhnanství.
Perctarit se ani mezi Franky necítil v bezpečí a tak se připravoval na útěk do Británie, když k němu dorazila zpráva o Grimoaldově smrti, která mu umožnila se vrátit do Lombardie, kde byl nadšeně přijat stranou katolické šlechty. Ihned se zbavil nového krále Garibalda, syna a nástupce Grimoalda, který byl ještě nedospělým a vévoda Romuald I. propustil ze zajetí jeho manželku i syna.
Pertharit prohlásil katolicismus oficiálním náboženstvím království, ale papežskou autoritu neuznal. Následně nechal postavit klášter v Pavii na počest svaté Agáty, přezdívaný „Nový klášter“, zatímco jeho manželka zařídila stavbu kostela zasvěceného Matce Boží.
Perctarit během své vlády pronásledoval Židy, kteří byli zvýhodněni za předchozí vlády a také smlouvou uzavřel mír s Byzantinci. Poté co devět let vládl sám, v roce 678 přibral k moci svého syna Cuniperta, aby zvládli neustálé boje proti rebelovi Alagisovi, vévodovi z Trentu a Brescie, který se stavěl proti politice krále a opuštění schizmatu Tří kapitol. V roce 680 se jim podařilo Alagise podrobit.
Perctarit zemřel v Pavii v roce 688, pohřben byl v kostele svatého Spasitele. Jeho dcera Wiglinda se provdala za Grimoalda II., nejstaršího syna a nástupce Romualda.